# Rex Armistead
Rex Armistead, né le 23 février 1930 à Lula dans le Mississippi, et décédé le 24 décembre 2013 est un détective privé et un ancien officier de police du Mississippi opérant principalement pour la commission de souveraineté de l'État du Mississippi, qui a été fortement impliqué dans l'Arkansas Project, une tentative coordonnée dans les années 1990 pour salir l'ancien président des États-Unis Bill Clinton financée par un multimillionnaire conservateur Richard Scaife.

## Carrière
Au début shérif dans le Comté de Coahoma, Armistead travailla comme un policier d'État de Mississippi durant de nombreuses années. Dans les années 1960, comme chef de la Police de l'autoroute d'État du Mississippi, il travailla également pour la commission de souveraineté de l'État du Mississippi, un organisme d'État qui aidait à maintenir les lois de ségrégation raciales alors légales dans l'État du Mississippi. Il a été choisi pour enquêter sur la "Dixie Mafia ou Mafia des États du Sud" (un terme  apparemment inventé par Armistead) par le gouverneur du Mississippi de l'époque, John Bell Williams, en particulier sur les narcotiques de la mafia et les opérations de prostitution, bien qu'il n'ait aucun pouvoir d'interpellation.
Après ce travail secret, il est devenu l'enquêteur en chef de la Police de l'autoroute d'État du Mississippi, période pendant laquelle il fut présent au Massacre de la Jackson State University, quand la police du Mississippi a ouvert le feu sur des étudiants protestataires afro-américains, tuant deux d'entre eux. Il était l'un des témoins de la police, qui fit l'objet d'une allégation contraire, ce qui fut controversé, de la présence d'un étudiant tirant isolément, fournissant ainsi un prétexte pour les coups de feu. Cette allégation fut écartée par l'enquête du Congrès. Rex Armistead est alors devenu l'Enquêteur en chef du Bureau d'Identification , et ensuite le directeur de la section d'enquête criminelle du département de Sécurité du Mississippi  , avant le devenir du chef de la Police d'État de Mississippi.

### Lutte contre la Mafia des États du Sud (la Dixie Mafia)
En 1976 il est devenu le directeur de la Force contre le crime organisé des États-Unis, ou United States Organized Crime Strike Force, à La Nouvelle-Orléans. Dans un entretien, il décrivit la Mafia des États du Sud comme plus impitoyable que la Cosa Nostra : « Il n'y avait pas d'endroit du Mississippi à l'Ouest du Texas qui n'avait pas de lieu où ne flottait un cadavre. La grande différence était l'absence de cérémonial. C'était juste  je vais me débarrasser d'Ambrose aujourd'hui ; je n'ai pas besoin de la permission; je sors et je le fais. Aussi simple que cela. Et c'est la fin d'Ambrose. Cela n'a pas changé beaucoup d'ailleurs »..

### Centre Régional d'Informations du Crime Organisé
En quittant la Police d'État du Mississippi, à la fin des années 1970, Armistead rejoignit une organisation à but non lucratif de combat du crime   appelée le Centre régional d'informations du crime organisé à Memphis, Tennessee, qui a reçu 2,3 millions de $ par octroyés par l'Agence d'aide d'application de la loi pour aider la police locale et les procureurs à suivre la trace et les mouvements des contrevenants habituels et des criminels dans les limites de l'État du Mississippi. L'ancien directeur de la Police de Memphis, E. Winslow 'Buddy' Chapman, déclara qu'il n'a jamais vu la moindre preuve de ce que le Centre ait pu réaliser ; des fonctionnaires du département de la Justice ont rendu compte qu'ils n'avaient jamais reçu de rapports sur la proposition d'octroi de subventions à Armistead et que plus aucun document n'existait. L'ACLU (l'"Union pour la défense des libertés civiles") a soulevé le problème que le Centre espionnait des citoyens privés.

### Activité de détective privé
Rex Armistead devint plus tard détective privé "spécialisé dans les sales coups politiques de la part des candidats républicains" .  L'affaire la plus notoire où il fut impliqué concerna une fête du Parti démocrate où il lança la rumeur que le candidat gouverneur à l'investiture démocrate, Bill Allain, avait eu des relations sexuelles avec trois travestis,, un complot finalement découvert par « le programme 20/20 » de la chaîne ABC. Son expertise dans le crime organisé l'a amené à être engagé pour instruire (et résoudre) les meurtres, de Biloxi, du juge Vince Sherry et de son épouse (et ancienne conseillère municipale) Margaret.

## Résistance à la campagne pour les droits civils
Joe Conason note qu'Armistead est monté comme chef de Police d'État du Mississippi sous le Gouverneur John Bell Williams, « le dernier le gouverneur ouvertement raciste du Mississippi » et qu'« Armistead est monté pour faire fonctionner pendant une ère de terrorisme officiel et de répression violente contre des citoyens noirs et les avocats de droits civils » . Ancien opposant anti-Clinton de la même façon qu'Armistead, David Brock a déclaré qu'Armistead a été impliqué « dans la résistance blanche aux droits civils » . En plus de sa participation dans la dissimulation des assassinats d'État de la Jackson State University, comme l'affaire réglée par la Commission de Souveraineté de l'État du Mississippi, Armistead a été impliqué dans la surveillance de menaces potentielles à l'ordre ségrégationniste existant. À une occasion, il effectua le déplacement du Chef de la Sécurité d'une Cité Universitaire pour avoir tenté d'arrêter un étudiant blanc qui avait administré un passage à tabac à un étudiant noir.

## Participation à l'Arkansas Project
Selon des documents retrouvés par l'"American Spectator", Armistead a été payé au moins 353 517 $ pour le Arkansas Project. Le Washington Post rapporta que les services qu'il rendit pour une telle somme ne sont pas totalement clairs, bien qu'il ait été établi qu'Armistead ait été impliqué dans trois éléments clés de l'histoire de l'Arkansas Project,  que Bill Clinton avait protégé la contrebande de drogues, qu'il avait utilisé de la cocaïne et qu'il a été impliqué dans le meurtre présumé de Vince Foster. Il a fourni les résultats de ses enquêtes dans la contrebande présumée de cocaïne par Bill Clinton, alors encore  gouverneur de l'Arkansas au "House Bank Committee. Les autorités fédérales ont jugé toutes ces allégations sans fondement..

### Les tentatives d'implication de Bill Clinton dans la consommation et le trafic de cocaïne
Armistead a été financé par Richard Scaife pour enquêter sur les rumeurs de la participation de Bill Clinton à l'aide de trafiquants ruraux de cocaïne dans l'Arkansas . La base de cette allégation était que Clinton aurait fermé les yeux sur des trafiquants de cocaïne opérant depuis l'aéroport de Mena parce que l'on aurait affirmé qu'un riche donateur de campagne  aurait profité de cette activité illicite et aussi parce que les revenus de la contrebande finançaient prétendument une opération secrète de la C.I.A.. Ces rumeurs avaient pour origine des émissions radiodiffusées dans l'Arkansas la décennie précédente, émissions financées par l'organisation conservatrice "Citizens for Honest Government (Citoyens pour un Gouvernement Honnête" associée à l'évangéliste Jerry Falwell. Cette organisation avait également été impliquée dans des émoluments de témoins dans l'Affaire du Troopergate. Armistead a voyagé à travers l'Amérique du Nord et du Sud récoltant soi-disant des informations, qu'il a fournies au Comité des Opérations de Banque. Trois enquêtes fédérales ont constaté que ces allégations n'avaient aucun lien entre elles. Interrogé par la Drug Enforcement Administration, Armistead a également induit en erreur, par deux fois, des officiers de dette Agence Fédérale, sur la source de ses fonds (qui était en réalité Richard Scaife), revendiquant alternativement un financement de la Convention nationale Républicaine (laquelle niera plus tard tout contact avec Armistead) et le Comité des Opérations de Banque. David Runkel, le porte-parole de Comité des Opérations de Banque, a admis qu'ils avaient rencontré Armistead à plusieurs reprises, mais a nié qu'il avait été une source primaire pour les allégations examinées par la D.E.A. Le rapport d'Armistead a également servi de trame pour des articles dans l'"American Spectator".
Armistead a aussi enquêté sur des allégations selon lesquelles Bill Clinton avait une fois consommé lui-même de la cocaïne, fournissant son article à R. Emmett Tyrrell, l'éditeur de l'"American Spectator", qui a publié ces allégations non prouvées juste avant l'élection présidentielle américaine de 1996.

### Rumeurs d'assassinat sur le mort deVince Foster
Le 20 juillet 1993 dans le parc de Fort Marcy, Virginie, le corps de Vince Foster, Conseiller de la Maison-Blanche durant le premier mandat présidentiel de Bill Clinton et ami d'enfance de ce dernier ainsi qu'associé d'Hillary Rodham Clibton, est découvert avec la trace d'un coup de feu à la tête, le lendemain du jour où, il avait téléphoné à son médecin, afin que ce dernier lui prescrive un traitement antidépresseur. Plusieurs enquêtes officielles ont conclu explicitement que la mort de Foster était un suicide. Cependant, comme il était avocat associé d'Hillary Clinton  et un ami d'enfance de Bill Clinton, certains conspirationnistes anti-Clinton ont allégué que sa connaissance des affaires financières du couple Clinton (que les théoriciens du complot appelleraient du nom de scandale du Whitewater et revendiqueraient que les transactions immobilières évoquées étaient illégales) l'avait amené à être assassiné et non à se suicider. L'ancien journaliste conservateur David Brock aurait été convoqué à une rencontre avec Armistead à Miami, dans un hôtel d'aéroport. Armistead lui aurait exposé « un scénario complexe du meurtre de Vince Foster » selon Brock, un scénario qu'il a trouvé "invraisemblable" .

### Espionnage des activités de John Camp
Il a également été établi que Rex Armistead avait espionné le journaliste de CNN, John Camp, après que Camp ait annoncé que les allégations de trafic de cocaïne contre Clinton étaient sans fondements. Les résultats de son travail, un dossier contenant des informations sur la vie privée de John Camp et celui de deux des membres de sa famille, furent examinés par la Commission des Opérations Bancaires du Sénat,. Ce n'était pas la première fois qu'Armistead avait espionné des journalistes; alors qu'il travaillait encore pour la Commission de Souveraineté de l'État du Mississippi, il avait placé sous surveillance le commentateur de journal télévisé, Howard K. Smith..

### Connexions avec l'Enquête Starr
Les journalistes de Salon.com ont également découvert qu'Armistead avait rencontré plusieurs fois à Little Rock, Hickman Ewing Jr, le chef de l'équipe d'investigateurs de Kenneth Starr; certaines de ces rencontres ont été suivies par des agents fédéraux, qui les ont confirmées. L'association d'Ewing avec Armistead remonte à de très nombreuses années; ils se connaissaient dans les années 1970 et avaient travaillé ensemble alors qu'Ewing était un le procureur fédéral de Memphis et qu'Armistead était à la tête de l'organisation à but non lucratif, le Centre Régional d'Informations du Crime Organisé de Memphis..

## Après l'enquête de Kenneth Starr

### Armistead versus Minor
En 2002, Armistead a perdu un procès en diffamation contre un journaliste du Mississippi, Bill Minor. Dans une rubrique de 1998 du périodique "Eyes on Mississippi", Minor mentionna qu'Armistead avait dirigé une "formation nauséabonde du Mississippi, allant jusqu'à frapper à la tête les ouvriers noirs luttant pour les droits civiques ou inventer un scandale homosexuel bizarre dans une tentative de diffamer un candidat opposé au gouverneur en place." La rubrique a été jugée comme vraie par une décision à l'unanimité. De façon intéressante, ce procès fut examiné en appel par une Cour Inférieure qui avait jugé qu'Armistead était "à l'épreuve de la diffamation, du fait que sa réputation était si mauvaise que des déclarations diffamatoires ne pouvaient pas l'endommager plus", le juge d'appel annula cependant ce commentaire.